# Тедуа
Тèдуа (на италиански: Tedua), псевдоним на Мàрио Молинàри (Mario Mollinari; * 21 февруари 1994 в Генуа, Италия), е италиански рапър.
По-рано известен като Инкубо или Дуàте, той е един от членовете на Уайлд Бандана – генуезки музикален колектив, който включва още Ици, Вац Те, Гуезан и Ил Рейв.

## Биография

### Ранни години
Роден в Генуа, той има трудно детство. По-късно прекарва няколко години с баба си по майчина линия в Милано. Като тийнейджър се връща в град Коголето, където израства, влизайки в контакт с тези, които по-късно стават членове на Уайлд Бандана. На 13-годишна възраст в училище Марио се запознава с Вац Те (Vaz Tè), благодарение на когото се запознава със сънародника си Ици. Тримата, към които след това се присъединяват други момчета, започват да се посвещават на музикална дейност, като скоро си дават сценични имена: Молинари става Инкубо – име, което след това е изоставено в полза на Тедуа.

### ТрилогияOrange County(2015 – 2017)
През 2015 г. Тедуа се завръща в Милано и започва да пише някои песни, които по-късно са събрани повторноо в първия му микстейп Aspettando Orange County. Издаден безплатно на 15 октомври 2015 г., албумът е продуциран от Чарли Чарлз, Сик Люк и Крис Нолан и предшества следващия му микстейп Orange County. Издаден на 30 юни 2016 г., Orange County има 21 песни, които са продуцирани от Чарли Чарлз, Сик Люк и Крис Нолан, като в него участват изпълнители като Сфера Ебаста, Гали, Еркоми, Ици и Вац Те.
Цикълът Orange County завършва идеално, както заявява самият Тедуа в интервю за списание Sto, с издаването на първия му студиен албум Orange County California. Издаден от Юнивърсъл Мюзик Груп на 13 януари 2017 г., това е ново издание на Orange County Mixtape с добавяне на шест неиздавани досега песни. Албумът впоследствие е сертифициран за платинен от FIMI за повече от 50 хил. продадени копия.
В интервю за сп. „Ролинг Стоун“ рапърът заявява, че цикълът микстейпове е вдъхновен от американския телевизионен сериал „Ориндж Каунти“, чието действие се развива в Ориндж Каунти. Той се идентифицира с героя на Райън Атууд – неспокойно момче, което се мести от град Чино в Ориндж Каунти, което прави и Тедуа, само че от Коголето в Милано.
След сътрудничеството с изпълнителите на Уайлд Бандана за проекта Amici miei – микстейп, публикуван на 9 май 2017 г., на 19 май 2017 г. Тедуа публикува песента Wasabi 2.0 (намек за предишното парче Wasabi Freestyle, съдържащо се в Orange County Mixtape), продуцирано от Крис Нолан, с когото рапърът започва постоянно сътрудничество. Музикалният видеоклип на песента е в Ютюб от 22 май.

### АлбумMowgli(2017 – 2019)
На 20 ноември 2017 г., след като обявява намерението си скоро да издаде втори студиен албум, е издаден първият сингъл La legge del più forte („Законът на по-силния“), последван на 6 февруари 2018 г. от втория сингъл Burnout. Албумът, озаглавен Mowgli („Маугли“), е издаден на 2 март. Той е положително приет от специализираните критици, които признават иновацията му по отношение както на трап звученето на албуми като Rockstar на Сфера Ебаста, така и на звученето на класическия хип-хоп. Албумът също постига добър успех по отношение на продажбите, достигайки върха на Класацията на FIMI на албумите.
През 2018 г. Тедуа допринася за създаването на песни като Bro на Ерния и Solletico на Еркоми, и си сътрудничи с Федец за сингъла Che cazzo ridi (в който участва и Трипи Ред). Той също така издава сингъла Fashion Week RMX в сътрудничество с французина Софиан.

### ЦикълVita veraи трети албум (2019 – 2021)
На 14 януари 2019 г. по време на един от концертите си във Флоренция Тедуа обявява, че почти е завършил реализацията на третия си студиен албум. На 2 януари 2020 г. той публикува в своя профил в Инстаграм видеоклипа на песента Freestyle 2020, предшестваща издаването на албума, първоначално планиран да излезе през годината. Въпреки това, след ограничителните мерки, дължащи се на коронавирусната пандемия, Тедуа казва, че не може да издаде албума си поради несъгласие със звукозаписната компания, свързана с невъзможността за турне и да присъства на срещи в магазините.
През юни 2020 г. рапърът пуска микстейпа Vita vera mixtape и микстейпа Vita vera mixtape: Aspettando la Divina Commedia, пуснати в рамките на една седмица един след друг. И двата записа се характеризират с участието на различни изпълнители като Капо Плаза, Дарджен Д'Амико, Гали и Шива. Те имат комерсиален успех, както дебютират на върха на Класацията на FIMI за албумите.
През 2021 г. той издава миниалбума Don't Panic, състоящо се от седем песни, и си сътрудничи с Федец в сингъла Sapore („Вкус“), съдържащ се в шестия албум на Федец Disumano.

### Актьорски дебют и албумLa Divina Commedia(2022 – 2023)
През 2022 г.  Тедуа е сред главните герои на документалния филм La nuova scuola genovese („Новата генуезка школа“) от Клаудио Кабона, режисиран от Юри Делаказа и Паоло Фосати, който разказва за общата нишка, свързваща лигурското писане на песни с хип-хоп сцената, утвърждаваща от 2000-те г. насам. През същата година той се появява и във филма L'ombra di Caravaggio на Микеле Плачидо.
На 6 декември 2022 г. рапърът се завръща на музикалната сцена със сингъла Lo-fi for U, с който отдава почит на неговите колеги рапъри, които го придружават през първите години от кариерата му. На 17 март 2023 г. си сътрудничи с Thasup за сингъла на последния Dimmi che c'è („Кажи ми какво има“).
Третият албум на Тедуа със заглавие La Divina Commedia („Божествена комедия“) излиза на 2 юни. От него е изваден сингълът Intro la Divina Commedia, издаден на 30 май заедно със списъка с песни, който включва гореспоменатата Lo-fi for U и сътрудничествата с различни италиански изпълнители, като Сфера Ебаста, Салмо, Федерика Абате, Жеолир, Лаца, Гуè, Еркоми, Бреш и Bnkr44. Албумът постига незабавен комерсиален успех, дебютирайки на върха на класацията за албуми на FIMI и получавайки двойно платинен сертификат за продажби след шест седмици. През първата седмица от издаването му осем от 16-те песни, съдържащи се в него, заемат първата десетка на Топ синглите на Италия (като парчето Hoe, в сътрудничество със Сфера Ебаста, е на върха), а останалите седем неиздадени песни са сред първите тридесет позиции. На 16 юни излиза третият сингъл от албума – Red Light. Албумът е популяризиран от поредица от концерти през лятото, последвани от истинско турне с разпродадени дати в спортните зали, което започва през октомври 2023 г.

## Музикален стил
Музикалният стил на Тедуа е по същество близък до дрил (поджанр на трап). От тази гледна точка критиците се изразяват неравномерно по отношение на стила на Тедуа, понякога изразявайки задоволство, понякога неодобрение за артистичната иновация на рапъра. Дрил звученето обаче отговарят на потока на съзнанието, който стои в основата на музиката на Тедуа, която винаги е вербален израз на неговите мисли и житейски опит.
Тедуа често твърди, че е стилистично вдъхновен от италианския рапър Дарджен Д'Амико, от когото наследява визията за музиката като поток на съзнание: не е изненадващо, че в албума му „Маугли“ има парче – Acqua (malpensandoti), чийто припев е реприз на парчето Malpensandoti на Д'Амико. Други негови източниците на музикално вдъхновение са Чийф Киййф и Федец, като Тедуа също казва, че е посветен в света на хип-хопа чрез майка си, която му подарява The Eminem Show на Еминем, Get Rich or Die Tryin' на Фифти Сент и Fuego на Джемели Диверси.

## Дискография

### Като солист

#### Студийни албуми
- 2017 – Orange County Caliornia
- 2018 – Mowgli
- 2023 – La Divina Commedia

#### Микстейпове
- 2015 – Aspettando Orange County
- 2016 – Orange County Mixtape
- 2020 – Vita vera mixtape
- 2020 – Vita vera mixtape: Aspettando la Divina Commedia

#### Миниалбуми
- 2014 – Medaglia d'oro (c Vaz Tè и Zero)
- 2021 – Don't Panic

#### Сингли
Като главен изпълнител
- 2016 – Pugile
- 2017 – Wasabi 2.0
- 2017 – La legge del più forte
- 2018 – Burnout
- 2018 – Acqua (malpensandoti)
- 2018 – Fashion Week RMX
- 2018 – Vertigini
- 2019 – Elisir
- 2020 – Colori (feat. Еркоми)
- 2022 – Lo-fi for U
- 2023 – Intro la Divina Commedia
- 2023 – Red Light

Като гост изпълнител
- 2017 – Bimbi (Чарли Чарлз feat. Ици, Еркоми, Сфера Ебаста, Tедуа & Гали)
- 2019 – Che cazzo ridi (Федец feat. Тедуа & Трипи Ред)
- 2021 – Sapore (Федец ft. Тедуа)
- 2023 – Dimmi che c'è (Thasup ft. Тедуа)

### С Amici Miei
- 2017 – Amici miei

### Сътрудничества
- 2016 – 00 (Еркоми feat. Тедуа)
- 2018 – Solletico (Еркоми feat. Найт Скини & Тедуа)
- 2019 – Limousine (Енцо Донг feat. Тедуа)
- 2020 – Para' (Бреш feat. Тедуа)
- 2020 – Cosa non va (Disme feat. Тедуа и Крис Нолан)
- 2020 – Euforia (Крис Нолан feat. Тедуа, Мадам, Aiello и Birthh)
- 2020 – Puro sinaloa (Ерния feat. Тедуа, Еркоми и Лаца)
- 2021 – Wildpirata (Иноки feat. Тедуа)
- 2021 – Me gusta (Бейби Кей feat. Тедуа)
- 2021 – Paranauè (Гая feat. Тедуа)
- 2021 – Sapore (Федец feat. Тедуа)

## Филмография
- Zeta – Una storia hip'hop, реж. Козимо Алемà (2016)
- L'ombra di Caravaggio, реж. Микеле Плачидо (2020)
- La nuova scuola genovese, реж. Юри Делаказа и Паоло Фосати (2022)

## Музикални видеоклипове
- Drill Dream Squad ft Вац тè (2015)
- Lingerie ft. Сфера Ебаста (2016)
- Wasabi Freestyle (2016)
- Lezione (2016)
- Buste della spesa (2016)
- Pugile (2016)
- Wasabi 2.0 (2017)
- Il disco nella giungla (2017)
- La legge del più forte (2017)
- Burnout (2018)
- Fashion week remix (2018)
- Vertigini (2018)
- Don't Panic EP (2021)
- Lo-fi for U (2022)
- Intro la Divina Commedia (2023)
- Hoe (2023) (ft. Сфера Ебаста)